# Zaklopača (Plitvička Jezera)
Zaklopača falu Horvátországban Lika-Zengg megyében. Közigazgatásilag Plitvička Jezerához tartozik.

## Fekvése
Otocsántól légvonalban 36 km-re, közúton 60 km-re keletre, községközpontjától Korenicától légvonalban 16 km-re közúton 18 km-re északra, az 1-es számú főúttól keletre a Plitvicei Nemzeti Park keleti szélén, a bosnyák határ mellett fekszik.

## Története
A falu a 18. század végén keletkezett, amikor ez a terület biztonságosabbá vált a török támadásokkal szemben. Első lakói az otocsáni határőrvidékről betelepült szerb határőrök voltak. 1890-ben 79, 1910-ben 92 lakosa volt. Lakói többségükben szerbek voltak, akik a petrovoseloi parókiához tartoztak. A trianoni békeszerződés előtt Lika-Korbava vármegye Korenicai járásához tartozott. Ezt követően előbb a Szerb-Horvát-Szlovén Királyság, majd Jugoszlávia része lett. 1991-ben a független Horvátország része lett, de szerb lakossága még az évben Krajinai Szerb Köztársasághoz csatlakozott. A horvát hadsereg 1995. augusztus 6-án a Vihar hadművelet keretében foglalta vissza a község területét. Szerb lakói nagyrészt elmenekültek. A falunak 2011-ben mindössze 5 lakosa volt.

## Lakosság
| Lakosság változása | Lakosság változása | Lakosság változása | Lakosság változása | Lakosság változása | Lakosság változása | Lakosság változása | Lakosság változása | Lakosság változása | Lakosság változása | Lakosság változása | Lakosság változása | Lakosság változása | Lakosság változása | Lakosság változása | Lakosság változása |
| ------------------ | ------------------ | ------------------ | ------------------ | ------------------ | ------------------ | ------------------ | ------------------ | ------------------ | ------------------ | ------------------ | ------------------ | ------------------ | ------------------ | ------------------ | ------------------ |
| 1857               | 1869               | 1880               | 1890               | 1900               | 1910               | 1921               | 1931               | 1948               | 1953               | 1961               | 1971               | 1981               | 1991               | 2001               | 2011               |
| 0                  | 0                  | 0                  | 78                 | 129                | 92                 | 173                | 0                  | 78                 | 107                | 84                 | 57                 | 41                 | 23                 | 9                  | 5                  |

(1890-ig és 1931-ben lakosságát Rešetarhoz számították.)